# نینا ساوینا (ورزشکار)
نینا ساوینا (روسی: Нина Васильевна Савина؛ ۲۹ سپتامبر ۱۹۱۵ – 1965 (aged 49-50)) ورزشکار اهل اتحاد جماهیر شوروی سوسیالیستی بود.
وی در مسابقات کشوری و بین‌المللی در مجموع برندهٔ ۱ مدال برنز شده‌است.